# Белинский, Александр Аркадьевич
Александр Аркадьевич Бели́нский (5 апреля 1928, Ленинград, СССР — 2 марта 2014, Санкт-Петербург, Россия) — советский и российский режиссёр театра, кино и телевидения, сценарист; народный артист РФ (1999). Лауреат Государственной премии РСФСР имени братьев Васильевых (1984), с 1996 года являлся членом Академии Российского телевидения.
Создатель многочисленных телевизионных спектаклей и фильмов-балетов, поставленных по литературным сюжетам Антона Чехова, Максима Горького и других известных писателей. Главный режиссёр Санкт-Петербургского театра музыкальной комедии. Внёс большой вклад в становление телевизионного театра, в том числе телевизионного балета как отдельного жанра на советском телевидении.

## Биография
Александр Белинский родился в Ленинграде; учился сначала в 155 средней школе Смольнинского района (сейчас 155 гимназия Центрального района Санкт-Петербурга). Затем переехал в Москву, где окончил школу в 1944 году. Сам Белинский рассказывал: «В шесть лет я посмотрел в ТЮЗе (в том великом ТЮЗе на Моховой) „Зелёную птичку“ Гоцци, и никаких других мыслей, кроме театра, у меня уже не возникало. 1 сентября 1945 года я пришёл на режиссёрский факультет Зона. После гениального спектакля Рубена Симонова в Театре имени Вахтангова „Мадемуазель Нитуш“, который решил мою судьбу окончательно и бесповоротно, я понял, что надо работать именно в этом жанре».
В Москве он поступил в ГИТИС на факультет театроведения, в 1950 году — на режиссёрский факультет Ленинградского театрального института. На театральную практику на втором курсе определился в балетную труппу Кировского театра. Ещё будучи студентом, вместе с сокурсником Оскаром Ремезом сочинял и ставил цирковые номера: клоунские антре, тексты для ведущих.
В 1949 году Белинский начал работу в Театре миниатюр под руководством Аркадия Райкина как сорежиссёр спектакля «Любовь и коварство»; самостоятельно поставил в Театре миниатюр два спектакля — в 1956 и 1970 годах.
В 1950 году, по окончании вуза, организовал при Ленинградском Доме актёра Театр капустника; поставленные им в 50-60-х годах актёрские капустники пользовались большой популярностью в Ленинграде. Работал в Драматическом театре Северного флота в Мурманске. В 1953—1962 годах был режиссёром Ленинградского театра им. Ленинского комсомола.
В 1962—1985 годах — режиссёр-постановщик ленинградского телевидения (среди работ — телеспектакли «Девочки» по пьесе Веры Пановой о ленинградской блокаде, «Кюхля», «Мёртвые души», «Записки сумасшедшего», «Понедельник начинается в субботу», «12 стульев» и другие).

С 1968 года — на студии «Лентелефильм», один из создателей этого творческого объединения.
С 1988 года — режиссёр Большого театра кукол. Сотрудничал с несколькими театрами Литвы.

С 1995 по 2002 годы Белинский возглавлял Санкт-Петербургский театр музыкальной комедии. Среди постановок — «Честь смолоду» по роману А. А. Первенцева; «Смейся, паяц!» А. Скорокопытова; «Раскрытое окно» по пьесе Э. В. Брагинского.

Могила А. А. Белинского на Смоленском кладбище (Санкт-Петербург)

В 1997 году в Санкт-Петербурге были изданы его художественные произведения: «Красотки кабаре (полудетективная повесть)», «Осеннее танго (повесть)» и «„Шарик, здравствуй!“ (басня в прозе)».
Белинский был автором цикла телепрограмм на телеканале «Культура» о театре и театральных деятелях «Рассказы старого сплетника», составивших впоследствии книгу с тем же названием. Был также режиссёром ряда выпусков популярных телепередач «Голубой огонёк» и «Кабачок 13 стульев». Всего им поставлено около 200 спектаклей на телевидении, в театрах Москвы и Ленинграда-Петербурга, из них 112 телеспектаклей и телефильмов. Написал либретто к балетам «Накануне», «Три карты», «Барышня и хулиган».
Доцент Санкт-Петербургской государственной консерватории имени Н. А. Римского-Корсакова, А. Белинский за годы преподавания в институте театра, музыки и кинематографии им. Н. А. Черкасова выпустил таких учеников, как Е. Сафонова, Т. Кузнецова, К. Воробьев и другие.
Умер Александр Белинский 2 марта 2014 года на 86-м году жизни в Петербурге. Похоронен в Санкт-Петербурге на Смоленском кладбище.

## Семья
- Дядя — Исаак Михайлович Менакер (1905—1978), режиссёр.
- Двоюродные братья — Леонид Менакер (1929—2012), режиссёр, заслуженный деятель искусств РСФСР (1986) и Георгий Юрмин (1923—2007), детский писатель.
- Троюродные братья — Андрей Миронов (1941—1987), актёр, народный артист РСФСР (1980) (родство по отцу, Александру Менакеру, которому Белинский приходится двоюродным племянником) и Кирилл Ласкари (1936—2009), балетмейстер, заслуженный деятель искусств РФ (2002)[12].

## Творчество
Первой работой Белинского на телевидении стал спектакль по пьесе А. П. Чехова «Чайка» в 1964 году. Его первым фильмом-балетом стала «Галатея» в 1977 году. Затем последовало ещё двенадцать фильмов в этом жанре. В них блистали звёзды русского балета Екатерина Максимова, Владимир Васильев, Марис Лиепа, Ирина Колпакова, Ольга Ченчикова, Анна Плисецкая, Гали Абайдулов, Валентина Ганибалова и другие. Балетмейстерами фильмов стали Георгий Алексидзе, Владимир Васильев, Дмитрий Брянцев. Специально для постановок писалась музыка композиторами Тимуром Коганом, Валерием Гаврилиным, Андреем Петровым.

### Режиссёр

#### Работы в театре
Ленинградский театр имени Ленинского комсомола
- «Кто смеётся последним» К. Крапивы
- «В добрый час» В. С. Розова
- 1956 — «В старой Москве» В. Ф. Пановой
- «В поисках радости» В. С. Розова
- «Неравный бой» В. С. Розова
- «Двадцать лет спустя» М. А. Светлова
- 2013 — «Горе уму» сценическая версия и постановка, (А. С. Грибоедов)

Санкт-Петербургский театр музыкальной комедии
- 1960 — «Жили три студента» А. Петрова и А. Чернова
- 1962 — «Улыбнись, Света!» Г. Портнова
- 1966 — «Мужской монастырь (Куколка)» Э. Одрана (совм. с В. Хайкиным)
- 1988 — «Королева чардаша» Имре Кальмана
- 1995 — «Мистер Икс» Имре Кальмана
- 1996 — «Дорога в Нью-Йорк» — музыкальная история на темы голливудских мелодий М. Аптекмана
- 1997 — «О, баядера!..» А. Мерлина
- 1998 — «Мышьяк и старое вино» В. Плешака
- 1998 — «Жозефина и Наполеон» Жака Оффенбаха
- 1998 — «Я другой такой страны не знаю...» — музыкальная композиция М. Аптекмана из советских, белогвардейских и блатных песен
- 2001 — «Похищение Елены» на темы французских шансонов Е. Булановой

#### Работы на телевидении
- 1963 — «Кюхля», телеспектакль по роману Ю. Тынянова, с С. Юрским
- 1964 — «Чайка» (телеспектакль по пьесе А. П. Чехова)
- 1965 — «Нос» (телеспектакль)
- 1965 — «Понедельник начинается в субботу» (телеспектакль) по повести братьев Стругацких.
- 1966 — «12 стульев» (фильм-спектакль по мотивам одноимённого романа И. Ильфа и Е. Петрова)
- 1966 — «Смуглая леди сонетов» (телеспектакль по пьесе Дж. Б. Шоу)
- 1967 — «Жизнь Матвея Кожемякина» (телеспектакль по повести М. Горького)
- 1968 — «Записки сумасшедшего» (по повести Н. В. Гоголя)
- 1968 — «Бешеные деньги» (фильм-спектакль по одноимённой комедии А. Н. Островского)
- 1969 — «Мёртвые души» (телеспектакль по одноимённой поэме Н. В. Гоголя)
- 1968 — «Мадрид» (по рассказу И. А. Бунина с А. Фрейндлих в главной роли)
- 1970 — «Прощай, оружие!» (фильм-спектакль по одноимённому роману Эрнеста Хемингуэя)
- 1971 — «Семь жён Синей Бороды» (телеспектакль)
- 1974 — «Лев Гурыч Синичкин»
- 1975 — «Трактирщица» (телеспектакль по комедии Карло Гольдони )
- 1976 — «Театральные истории» (трагикомедия по рассказам Чехова)
- 1976 — «Старые друзья» (мелодрама, телефильм по одноимённой пьесе Л. Малюгина)
- 1976 — «Как важно быть серьёзным» (Комедия нравов, телеспектакль по пьесе О. Уайльда «Как важно быть серьёзным», 1895)
- 1977 — «Галатея» (фильм-балет[13]) (по пьесе Дж. Б. Шоу «Пигмалион»)
- 1978 — «Ограбление в полночь» (Детективно-эротическая история — Комедия по водевилю югославского драматурга Мирослава Митровича «Вор в положении, или ограбление в полночь»)
- 1978 — «Встречи» — (телефильм по трём рассказам: «Встреча» В. Г. Распутина, «Прохладное солнце осени» Ю. В. Трифонова и «Тряпки» С. К. Никитина)
- 1979 — «Цезарь и Клеопатра» (телеспектакль по одноимённой пьесе Дж. Б. Шоу из цикла «Три пьесы для пуритан». Гай Юлий Цезарь — Иннокентий Смоктуновский)
- 1979 — «Старое танго» (фильм-балет[4])[6][14]
- 1979 — «Незнакомка»
- 1980 — «Жиголо и Жиголетта» (фильм-балет)
- 1980 — «Альманах сатиры и юмора» (Комические истории по рассказам «Дорогая собака» А. П. Чехова, «Змея» В.Драгунского, «Шубка» В.Катаева, «Повязка на ноге» Г.Горина и отрывок оперетты И.Штрауса «Летучая мышь», телеспектакль)
- 1981 — «Простая девушка»[15][16]
- 1981 — «Два голоса» (телефильм по мотивам рассказов «Тёмные аллеи» И. Бунина, «Четвёртая мещанская» Е. Евтушенко и «Идеалистка» А. Володина )[17]
- 1982 — «Продавец птиц» (Музыкальный телеспектакль по одноимённой оперетте Карла Целлера)
- 1982 — «Анюта» (фильм-балет[18][19][20][21][22], совместно с В. Васильевым[6])
- 1982 — «Пятый десяток» (фильм-спектакль с Алисой Фрейндлих)
- 1983 — «Понедельник — день тяжёлый» (фильм-спектакль по мотивам комедии В. Катаева «Понедельник»)
- 1983 — «Графоман» (фильм-спектакль с Олегом Ефремовым по рассказу А.Володина «Не хочу быть несчастливым»)
- 1983 — «Карамболина, Карамболетта!» (фильм-концерт)
- 1984 — «Перикола»
- 1984 — «Дом у дороги» (фильм-балет)[23]
- 1985 — «Марица» (художественный фильм по мотивам одноимённой оперетты Имре Кальмана)
- 1985 — «Голубые города» (фильм-концерт)
- 1987 — «Чаплиниана» (фильм-балет)
- 1989 — «Женитьба Бальзаминова» (фильм-балет)
- 1991 — «Шедевры Мариуса Петипа» («Гран-па из балета „Пахита“» и «Привал кавалерии») (экранизация балета)
- 1992 — «Последняя тарантелла» (фильм-балет)
- 1993 — «Провинциальный бенефис» (на музыку Валерия Гаврилина, оператор Эдуард Розовский, с Г. Вишневской и В. Стржельчиком)
- 1995 — «Полубог» (фильм-спектакль с Михаилом Ульяновым)
- 1995 — «Классная дама» (фильм-спектакль с Е. С. Максимовой)

### Сценарист
- 1965 — «Нос» (телеспектакль по одноимённой повести Н. В. Гоголя, 1832)
- 1974 — «Лев Гурыч Синичкин» ( экранизация водевиля Д. Т. Ленского)
- 1976 — «Театральные истории» (телеспектакль)[24]
- 1979 — «Старое танго» (фильм-балет, совместно с Д. Брянцевым)
- 1980 — «Жиголо и Жиголетта» (фильм-балет по рассказу С.Моэма)
- 1982 — «Анюта» (фильм-балет — входит в число самых известных экранизаций произведений А. П. Чехова)[25]
- 1983 — «Карамболина, Карамболетта!» (из оперетты Имре Кальмана «Фиалка Монмартра»)
- 1984 — «Перикола» (музыкальный фильм по мотивам одноимённой оперетты Жака Оффенбаха о перуанской актрисе )
- 1985 — «Голубые города» (фильм-концерт)
- 1987 — «Чаплиниана» (фильм-балет)
- 1989 — «Женитьба Бальзаминова» (фильм-балет по мотивам трилогии А. Н. Островского «Праздничный сон до обеда», «Женитьба Бальзаминова», «Свои собаки грызутся, чужая не приставай!»)
- 1992 — «Последняя тарантелла» (фильм-балет, по Горькому, «Сказки об Италии»)[26]
- 1993 — «Провинциальный бенефис»
- 1995 — «Полубог» (фильм-спектакль по рассказу А.Куприна)
- 1995 — «Классная дама» (фильм-спектакль по рассказу А.Куприна «Наталья Давыдовна»)

### Актёр
- 1980 — Мой папа — идеалист — Игнатий Степанович
- 1983 — Уникум — телеведущий
- 1985 — Переступить черту — директор ресторана
- 1986 — Голос — руководитель лаборатории
- 1988 — Собачье сердце — участник спиритического сеанса
- 1995 — Полубог — суфлёр
- 2003 — Челябумбия — Сан Саныч

### Мемуарист — автор и ведущий теле- и радиопрограмм
А. А. Белинский вёл авторские передачи на телевидении и цикл программ «Звёзды не гаснут» на «Радио России — Санкт-Петербург», где рассказывал о выдающихся деятелях отечественной культуры, с которыми сводила его судьба как в постановках, так и в неформальной обстановке, например, — их творческие вечера в ленинградском Доме актёра (Доме работников искусств имени К. С. Станиславского), ведущим которых ему приходилось быть, и с многими из которых его связывала личная дружба.

## Награды и премии
- Государственная премия РСФСР имени братьев Васильевых (1984) — за фильм-балет «Анюта» (автор сценария и режиссёр)
- Заслуженный деятель искусств РСФСР (24 февраля 1989)
- Народный артист Российской Федерации (4 марта 1999) — за большие заслуги в области искусства[31].
- Царскосельская художественная премия (2005) — «За уникальный творческий путь в театре, кино и литературе»
- премия Фонда Императорского Михайловского театра (2008)[32].
- Орден Почёта (5 апреля 2009) — за заслуги в развитии отечественной культуры и искусства, многолетнюю плодотворную деятельность[33]
- Золотая «Ника» за телефильм «Записки сумасшедшего».
- Лауреат премии «Золотое перо-2012» в номинации «За вклад в развитие журналистики».
- Почётный знак «За заслуги перед Санкт-Петербургом» (2013)[34].